# Tal·lus
|  | «Thallus» redirigeix aquí. Vegeu-ne altres significats a «Tal·los». |

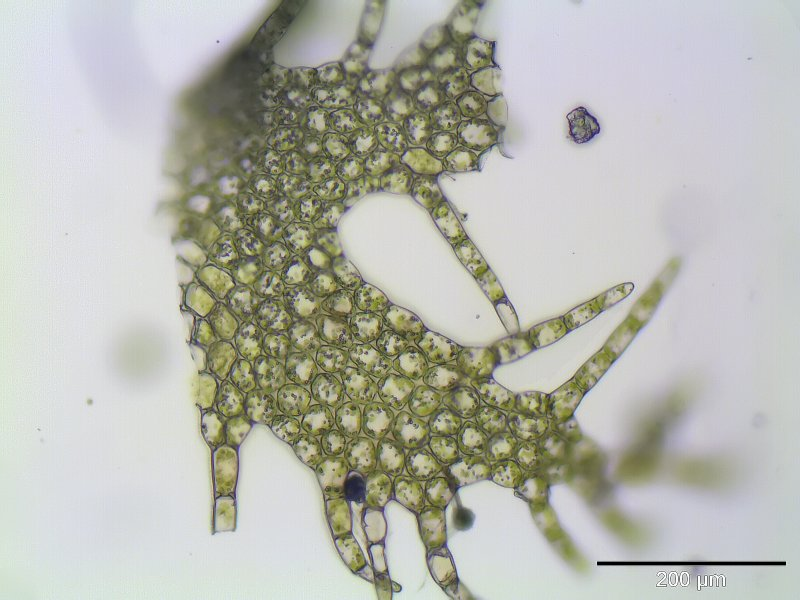
tal·lus de la molsa Ptilidium pulcgerrimum

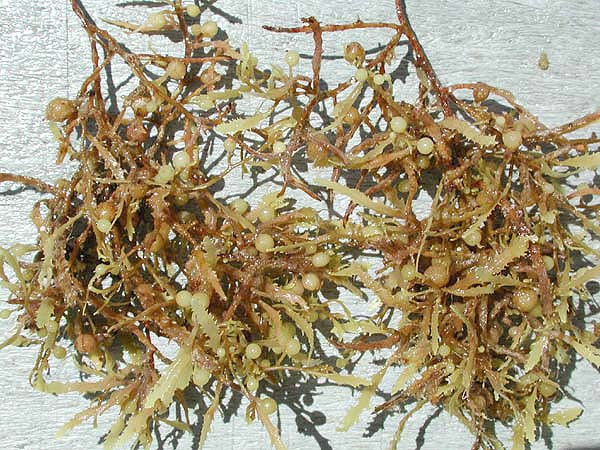
Tal·lus de l'alga Sargassum

El tal·lus (del llatí: thallus, plural thalli; del grec θαλλός, thallós 'brot verd') és un cos vegetatiu no diferenciat en arrel, tija o fulles, i format per teixits poc diferenciats. Tenen tal·lus les algues, els fongs, els líquens i els briòfits, agrupats sota el nom de tal·lòfits. Els tal·lòfits són un grup polifilètic. L'estructura d'un organisme que sembla un tal·lus es diu tal·loide, tal·liforme o tal·losa.
Un tal·lus normalment es refereix al cos sencer d'un organisme pluricel·lular i que no es mou, en el qual no hi ha diferenciació en els teixits biològics en òrgans. Encara que els tal·lus no estiguin organitzats en distintes parts com les fulles arrels i tiges que sí que tenen les plantes vasculars, tenen estructures anàlogues equivalents amb similars funcions i estructura macroscòpica, però diferent estructura microscòpica; per exemple el tal·lus no té teixit vascular.
Malgrat que el tal·lus té una anatomia en gran part indiferenciada, es poden veure diferències. Una alga kelp, per exemple, pot tenir el tal·lus dividit en tres regions d'ancoratge, d'estípit i unes làmines que fan la fotosíntesi.
El tal·lus dels fongs normalment es diu miceli. En els líquens també el tal·lus es refereix al cos vegetatiu. En les algues marines els tal·lus de vegades s'anomenen fronda.
El gametòfit d'algunes plantes no tal·lòfites com les falgueres i plantes relacionades s'anomena protal·lus.